# Магер Максим Петрович
Максим Петрович Магер (лютий 1897, село Будище Оршанського повіту Могильовської губернії, тепер Могильовського району Могильовської області, Білорусь — розстріляний 16 жовтня 1941, місто Москва, тепер Російська Федерація) — радянський військовий діяч. Член Центральної контрольної комісії ВКП(б) у 1927—1930 роках.

## Життєпис
Народився в селянській родині. У дитячому віці осиротів, виховувався у родичів. Закінчив початкове училище. Наймитував, випасав худобу. Потім переїхав до Санкт-Петербурга, де влаштувався учнем у слюсарній майстерні. З 1912 року працював робітником заводу в Санкт-Петербурзі, брав участь в діяльності осередку каси хворих.
Член РСДРП(б) з 1915 року.
У серпні 1916 року заарештований, сидів у в'язниці та був засланий до Сибіру. Із заслання втік до Фінляндії, де нелегально працював на залізниці. Перед Лютневою революцією 1917 року переїхав до Петрограда. Очолював партійний осередок заводу «Айваз», був членом районного комітету РСДРП(б) у Петрограді, організовував загони Червоної гвардії.
У жовтні 1917 року працював у штабі Червоної гвардії, на чолі червоногвардійського загону штурмував Зимовий палац у Петрограді. Потім деякий час працював у продовольчих органах міста Петрограда.
У серпні 1918 року за партійною мобілізацією потрапив до Червоної армії. У серпні 1918—1920 роках — червоноармієць Окремої кавалерійської бригади 9-ї стрілецької дивізії, помічник військового комісара та військовий комісар 2-го кавалерійського полку 9-ї стрілецької дивізії, військовий комісар 65-го кавалерійського полку, військовий комісар 3-ї кавалерійської бригади 11-ї кавалерійської дивізії, військовий комісар відділу постачання 11-ї кавалерійської дивізії. У 1920—1921 роках — військовий комісар Особливої кавалерійської бригади при РВР 1-ї Кінної армії. Учасник громадянської війни в Росії, воював на Південному та Південно-Західному фронтах.
У 1921—1924 роках — військовий комісар 2-ї кавалерійської дивізії імені Блінова; військовий комісар 5-ї Ставропольської кавалерійської дивізії РСЧА.
У жовтні 1924 — липні 1926 року — військовий комісар 3-го кавалерійського корпусу РСЧА.
У 1926 році закінчив Курси удосконалення вищого начальницького складу РСЧА при Військовій академії імені Фрунзе.
У 1926 — липні 1927 року — командир і військовий комісар 75-го кавалерійського полку РСЧА.
У липні 1927 — липні 1928 року — командир і військовий комісар 9-ї окремої Далекосхідної кавалерійської бригади РСЧА.
У липні 1928 — 1930 року — командир і військовий комісар 11-ї Північно-Кавказької кавалерійської дивізії РСЧА.
У 1930 році перебував у службовому відрядженні в Німеччині.
У 1930—1932 роках — слухач першого набору Особливої групи Військової академії РСЧА імені Фрунзе.
У 1932—1933 роках — в розпорядженні Головного управління РСЧА, інспектор Управління механізації та моторизації РСЧА.
У жовтні 1933 — червні 1935 року — начальник відділу військово-навчальних закладів Управління механізації та моторизації РСЧА.
У червні 1935 — листопаді 1936 року — командир і військовий комісар 9-ї механізованої бригади РСЧА.
У грудні 1936 — вересні 1938 року — начальник автобронетанкових військ Ленінградського військового округу. Одночасно в червні 1937 — вересні 1938 року — член Військової ради Ленінградського військового округу.
10 вересня 1938 року заарештований органами НКВС за звинуваченням у приналежності до «військово-фашистської змови». Був звільнений із ув'язнення 29 лютого 1940 року за відсутністю доказів: провину не визнав, а всі особи, які дали свідчення проти Магера, згодом від своїх зізнань відмовилися.
8 квітня 1941 року знову заарештований органами НКВС. Військовою колегією Верховного суду СРСР 20 липня 1941 року засуджений до найвищої міри покарання. 16 жовтня 1941 року розстріляний.
Посмертно реабілітований 15 жовтня 1955 року ухвалою Військової колегії Верховного суду СРСР 

## Звання
- комбриг (28.11.1935)
- комкор (4.02.1938)

## Нагороди
- орден Леніна (22.02.1938)
- два ордени Червоного Прапора (29.05.1921, 16.10.1923)